# Heemkundig Museum (Heppen)
Het Heemkundig Museum is een streekmuseum in Heppen in de Belgische provincie Limburg.
Het museum is sinds 1991 gevestigd in het Oud Gemeentehuis aan de Pastoor Aertsstraat. Dit gebouw stamt uit 1850.
De verzameling betreft:
- Gereedschappen en andere voorwerpen zoals die door de Heppenaren werden gebruikt.
- Documenten omtrent bekende dorpsfiguren en families.
- Documenten omtrent belangrijke gebeurtenissen in de Heppense gemeenschap.
- Het geestelijke en wereldlijke openbare leven.